# Messer im Kopf
Messer im Kopf ist ein deutsches Spielfilmdrama aus dem Jahre 1978 von Reinhard Hauff mit Bruno Ganz und Angela Winkler in den Hauptrollen.

## Handlung
Bei einer Razzia in einem von der Polizei als „konspirativ“ eingestuften Jugendzentrum, das geräumt werden soll, wird der 35-jährige Biogenetiker Berthold Hoffmann, der dort seine von ihm getrennt lebende Ehefrau Ann besuchen will, angeschossen und fällt daraufhin, am Kopf schwer verletzt, ins Koma. Als er nach geraumer Zeit wieder aufwacht, hat er das Gedächtnis verloren, ist ein Mann ohne Erinnerung und Sprache. Auch ein erheblicher Teil seiner motorischen Fähigkeiten ist verloren gegangen, selbst das Gehen muss der halbseitig gelähmte Hoffmann völlig neu erlernen. Rasch konfrontiert man ihn mit Beschuldigungen. Polizei und die Medien nennen ihn einen mutmaßlich gefährlichen Terroristen, der seinen Beruf nur als perfekte Tarnung einsetzt. Hoffmann soll unmittelbar vor dem Unglück einen Beamten mit einem Messer bedroht und mehrfach verletzt haben. Dem widersprechen Bertholds Freunde und Verwandte, die ihn als Paradebeispiel eines weltabgewandten Wissenschaftlers im Elfenbeinturm seiner Forschung bezeichnen und ihn zum Opfer polizeilicher Willkür zu stilisieren versuchen. Die linke Szene instrumentalisiert ihn als Märtyrer und Opfer staatlicher Gewalt. Alle zerren an dem Verletzten, der doch nichts anderes anstrebt, als endlich seine Erinnerung wiederzuerlangen. Ihn beschäftigt zuerst die Tatsache, dass er durch die Amnesie sein eigenes Ich, seine Identität verloren hat.
Mit der wiederkehrenden Erinnerung wird Berthold Hoffmann klar, dass man ihm nicht nur die Erinnerung „weggeschossen“, sondern ihn zugleich aus seinen eingefahrenen Gleisen herauskatapultiert hat und ihm dadurch die Möglichkeit gab, zu neuen Erkenntnissen und neuen Einstellungen zu gelangen. Um nicht länger instrumentalisiert, nicht länger von den konträren Gegenpolen ge- und missbraucht zu werden, beginnt Hoffmann, sich mit seinen Möglichkeiten als Gedächtnisverlustiger auf eigene Wahrheitssuche zu begeben und die Gesellschaft, deren Teil er ist, und auch seine eigene Rolle in ihr sorgfältig zu sezieren und zu hinterfragen. Er spielt den Verwirrten, lässt seine Gegenüber im Unklaren über seinen derzeitigen Geisteszustand und beginnt nun seinerseits, demjenigen nachzustellen, dem er seinen Zustand „verdankt“: dem Polizeibeamten Schurig, der aus einem Moment der Angst heraus seine Dienstpistole abfeuerte. Dessen „lebensgefährliche“ Stichwunde, die ihm Hoffmann laut Polizeiaussage mit dem Messer zugefügt haben soll, entpuppt sich als harmloser Kratzer seitlich am Bauch. Das extreme Unrecht, das Hoffmann durch den Kopfschuss angetan wurde, wandelt dieser in extreme Energie um, die nunmehr auch vor eigener Gewalt nicht mehr Halt zu machen gewillt ist. In Schurigs Wohnung stellt Hoffmann seinen Peiniger, der dort mit seiner Frau und dem Hund Wotan lebt, und in getauschten Rollen beginnen sich beide zu belauern. Hoffmann nimmt Schurigs Dienstwaffe aus dem Halfter und zielt auf ihn: „Ich bin du“ sagt er, und in seinem Gesicht zeigt sich erstmals ein leichtes Lächeln.

## Produktionsnotizen
Messer im Kopf ist stark beeinflusst von den Ereignissen des später so genannten Deutschen Herbsts rund um den Terror der RAF und die staatlichen Gegenmaßnahmen im Vorjahr 1977. Die Dreharbeiten zu dieser Film-Fernseh-Gemeinschaftsproduktion fanden zwischen dem 28. März und dem 11. Mai 1978 in München und Umgebung statt. Die Fertigstellung erfolgte am 24. September 1978, uraufgeführt wurde Messer im Kopf am 6. Oktober 1978 auf dem Pariser Filmfestival. Die deutsche Erstaufführung fand am 27. Oktober 1978 während der Hofer Filmtage statt. Deutscher Massenstart war der 17. November desselben Jahres in München, Stuttgart und Köln
Eberhard Junkersdorf übernahm die Herstellungsleitung. Heidi Lüdi entwarf die Filmbauten, Monika Altmann die Kostüme. Peter Fratzscher war Hauffs Regieassistent, Barbara von Weitershausen Schnittassistentin.

## Auszeichnungen
- Prädikat „besonders wertvoll“
- 1978 FIPRESCI-Preis und Antenne d’or
- Messer im Kopf wurde 1979 mit dem Filmband in Silber ausgezeichnet.
- Kameramann Frank Brühne erhielt für seine Leistung das Filmband in Gold.
- Hans Christian Blech erhielt für seine schauspielerische Leistung 1979 den Bambi
- Messer im Kopf wurde 1980 mit dem NBR Award ausgezeichnet.

## Kritiken
„Nach einem sprachlich ungemein präzisen und empfindsamen, klug konstruierten Drehbuch von Peter Schneider zeichnet Hauff Hoffmanns mühsamen Weg zurück ins Bewußtsein von sich und der Gesellschaft nach. Obwohl sich natürlich die Parallele zu Rudi Dutschke aufdrängt, ist Hoffmanns Schicksal doch ganz anders angelegt. Noch bewußtlos gerät er als Spielmaterial zwischen die eskalierenden Fronten von Gegengewalt und Gewalt, Opfer des Polizeiterrors für die einen, Terrorist, der mit einem Messer auf einen Beamten eingestochen haben soll, für die offizielle Öffentlichkeit. (…) Das Erstaunlichste an Hauffs Film sind die fast schon lässige Schlüssigkeit und der lakonische, mit sehr viel Humor getränkte Sarkasmus, mit denen er diese Erkenntnis illustriert. Dort, wo Hauff früher leicht mal ins Thesenhafte abglitt, hat ihn Peter Schneiders subtiles Buch aufgefangen. Wie zudem Bruno Ganz diesen Hoffmann spielt, ist eine einzigartige Leistung. Die äußerst schwierig darstellbare Entwicklung vom lallenden, an allen möglichen Schläuchen hängenden Krüppel zum kauzigen, an der Unmöglichkeit, ein normales Leben zu führen, verzweifelnden Menschen gelingt Ganz restlos überzeugend. Er hat ein kongeniales Gespür für die stotternde Logik der Schneiderschen Texte und setzt auch dank Hauffs kluger Regie statt Pathos einen Trotz ein, der Larmoyanz nicht aufkommen läßt.“

„Spannendes Kino mit einer Geschichte aus unserer eigenen Realität. Ein nicht nur aufregender, sondern vor allem bestürzender Thriller.“

„‚Messer im Kopf‘ ist ganz offensichtlich der Film der Stunde, ein klassischer ‚sleeper‘, mit dessen Erfolg wohl niemand so recht gerechnet hatte. Mit internationalen Preisen (beim Pariser Festival) und hymnischen Rezensionen (von der F.A.Z. bis Konkret) läßt sich dieses Phänomen gewiß nicht erklären, denn mit solchen, meist nutzlosen Segnungen konnten auch etliche Filme von Fassbinder, Herzog oder Wenders aufwarten, die nicht entfernt die Popularität von ‚Messer im Kopf‘ erreichten. Gibt es ihn also endlich, den seit Jahren immer wieder herbeigebeteten Wunderfilm, der künstlerisches Niveau, politische Schärfe und Publikumswirksamkeit miteinander verbindet? (…) Daß über ‚Messer im Kopf‘ zur Zeit so viel geredet wird, daß alle Welt neugierig ist auf diesen Film, der ohne großen Werbeaufwand gestartet wurde, bezeichnet einen Mangel, den der Regisseur Reinhard Hauff und der Autor Peter Schneider erkannt haben: einen Mangel an Filmen, die sich konkret und spannend mit der deutschen Wirklichkeit einlassen, die ähnlich radikal auf aktuelle Ärgernisse und Ängste reagieren wie etwa Francesco Rosis ‚Die Macht und ihr Preis‘ in Italien. Doch der Erfolg von ‚Messer im Kopf‘ hat weniger mit einer polemischen Stärke oder gar einer politischen Radikalität zu tun … als mit dem verwegenen Kunststück, unentschlossenen Konformismus als kritischen Elan zu deklarieren, die Liberalen ebenso perfekt zu bedienen wie die Linken, sich um klare Aussagen zu drücken. ‚Messer im Kopf‘ ist das avancierteste Produkt unserer öffentlich-rechtlichen Fernsehkultur: ein Film, der garantiert niemanden wütend macht …“

„Ein Lichtblick der deutschen Filmszene.“

„Unter dem Eindruck unmittelbar existenzbedrohender Ereignisse können Menschen eine ungeheure Energie entwickeln. Das ist nicht nur Gefahr, das ist auch die Hoffnung, die in diesem Film steckt. Auch wir müssen die Besinnung erst verlieren, um unsere eigentliche zu finden. Die Hoffnung, die wir haben können, ist, daß dies unter weniger bedrohenden Umständen der Fall sein wird. Klar aber ist, daß auch wir, ebenso wie Hoffmann, unsere Ohnmacht nur dann überwinden, wenn wir unsere ureigensten Interessen und Bedürfnisse wiederentdecken und dort beginnen, aktiv zu werden. Damit setzt Reinhard Hauffs Film ‚Messer im Kopf‘ die von Volker Schlöndorff mit ‚Die verlorene Ehre der Katharina Blum‘ begonnene und von der Trotta mit ‚Das zweite Erwachen der Christa Klages‘ weitergeführte wichtige Auseinandersetzung mit fragwürdigen Tendenzen im bundesdeutschen Staatsapparat fort.“

„Schauspielerisch überzeugender, dramaturgisch gelegentlich holpriger Versuch, an einem fiktiven Einzelschicksal die Fragwürdigkeit neuer Polizeibestimmungen darzustellen.“